# Attack Force
Attack Force (no Brasil e em Portugal, Força de Ataque) é um filme de 2006, dirigido por Michael Keusch.

## Sinopse
Marshall Lawson (Steven Seagal) é um comandante da marinha que perde sua equipe numa ação brutal e aparentemente ao acaso. Quando ele assume as investigações sobre as mortes uma grande conspiração envolvendo membros do governo e uma rede de tráfico de drogas se arma em seu redor. Somente Lawson pode acabar com essa trama reunindo uma poderosa força de ataque.